# 黑龙江广播电视台影视频道
黑龙江广播电视台影视频道前身是黑龙江电视台第二套节目，是黑龙江电视台以播出国内外优秀影视剧为主、以集中报道中国及世界影视动态及明星专访为辅的地面主频道。黑龙江电视台影视频道，是全面覆盖黑龙江的电视收视群体，是哈尔滨地区电视收视冠军。

## 栏目
- 开拍啦
- 非常有戏
- 非常有戏气象

## 主持人名单
- 胡钢
- 王莹
- 徐亿非
- 邓晓航